# Ruiterstelling
De Ruiterstelling in Diksmuide was een verdedigingsopstelling van de Belgische troepen in de loopgraven nabij de IJzer tijdens de Eerste Wereldoorlog.

## Reden voor de bouw
De Duitse troepen belaagden de Dodengang, een loopgravenstelsel, niet enkel vanuit hun stelling aan de overkant van de IJzer maar ook vanuit het Noorden waar ze een stuk van de Dodengang veroverden. Belgische genietroepen zorgden voor een afscheiding tussen deze twee loopgraven door 450 kg springstof te doen ontploffen waardoor zo een met water gevulde geul tussen deze twee loopgraven lag. Als de Duitsers erin zouden zijn geslaagd deze waterscheiding over te steken was de gehele Dodengang in hun handen gevallen.

## Ontwerp
Om dit gevaar af te weren begon het genie van de 3e legerdivisie in september 1915 met de aanleg van een nieuwe verdedigende stelling. Aan het begin van de Dodengang begon ze met de bouw van “de schans van de ruiter” of later de ruiterstelling genoemd.
Aan het westelijke front kende de ruiter zijn gelijke niet. Hij bestaat uit twee evenwijdige loopgraven waarbij de éne boven de andere is aangelegd. Kortom, een stelling met twee verdiepingen. Op dit laag gelegen terrein, net achter de ijzerdijk, was er van zich ingraven geen spraken. De grondwaterstand stond er in dit najaar veel te hoog. De genie bouwde de stelling van de grond af aan op door zandzakjes op te hopen. De hele maand september door versleepte en vulde de infanterie jutezaken met aarde en modder.
De bouw van deze stelling verliep traag en moeizaam doordat vijandelijk artillerievuur meermaals de bouw kapotschoot. Toch is deze stelling eind 1915 volledig klaar. De bodem van de hoogste loopgraaf bevindt zich nu zo’n anderhalve meter boven de grond. De borst en rugwering zijn zo’n 4 meter hoog.
In 1916 werd de ruiterstelling een echt bolwerk. Er is een ononderbroken bevoorrading van munitie en levensmiddelen en er worden enkele zware geschutsstukken geplaatst.